# Jane Wyatt

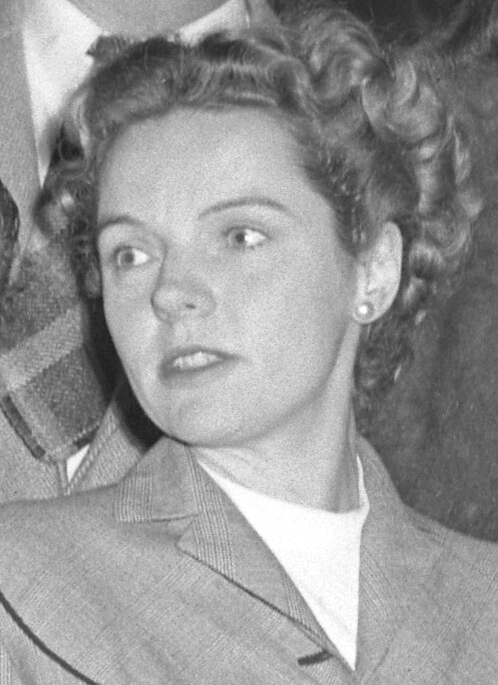
Jane Wyatt (1947)

Jane Waddington Wyatt (* 12. August 1910 in Campgaw, New Jersey; † 20. Oktober 2006 in Bel Air, Kalifornien) war eine US-amerikanische Schauspielerin.

## Leben
Jane Wyatt wurde als Tochter einer Theaterkritikerin und eines Investmentbankers geboren. Sie wuchs in New York City auf, wo sie nur beste Schulen besuchte. Nach dem College ging sie in die Schauspielschule des Berkshire Theaters in Stockbridge, Massachusetts, und spielte hier schnell die verschiedensten Rollen, sodass sie als erfahrene Schauspielerin zurück nach New York kam und am Broadway spielte. 

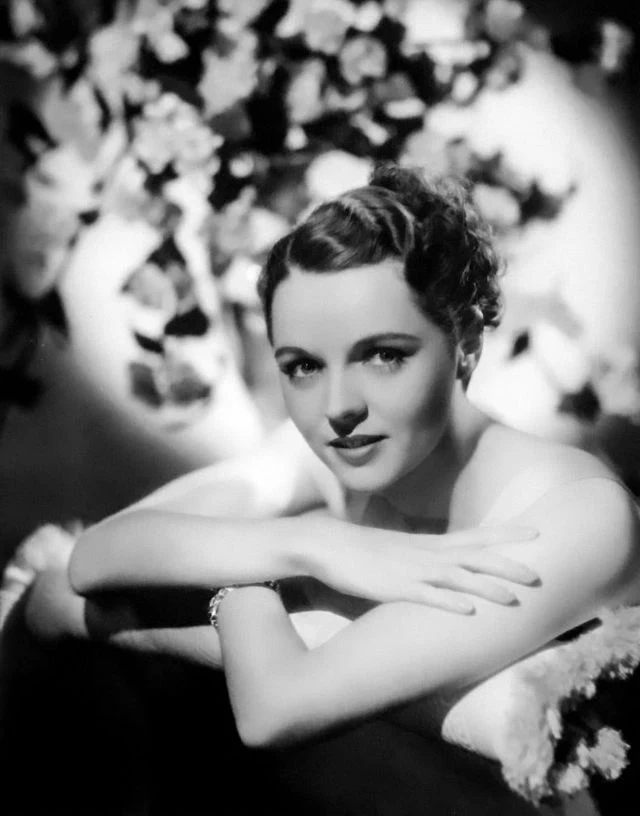
Jane Wyatt (1937)

Die Universal Studios nahmen sie 1934 unter Vertrag, und ihr Filmdebüt gab sie im gleichen Jahr unter der Regie von James Whale in One More River. Trotz ihres Vertrags spielte sie weiterhin auch Theater am Broadway. Ihren wohl bekanntesten Filmauftritt absolvierte sie 1937 an der Seite von Ronald Colman in der weiblichen Hauptrolle von Frank Capras legendärem Abenteuerfilm In den Fesseln von Shangri-La. In den folgenden 15 Jahren übernahm sie viele Hauptrollen oder größere Nebenrollen. Sie spielte unter anderem an der Seite von Cary Grant im Filmdrama None But the Lonely Heart (1944) und eine Hauptrolle als Frau eines Mörders in Fritz Langs Film noir Das Todeshaus am Fluß (1950). Im Jahr 1947 trat sie in gleich zwei Filmen unter der Regie von Elia Kazan auf, in Tabu der Gerechten und Bumerang.
In den 1950er-Jahren verlegte Wyatt ihren Fokus auf das populärer werdende Fernsehen. Von 1954 bis 1960 war sie als Margaret Anderson, einem Idealbild der amerikanischen Mutter, in der Familienserie Vater ist der Beste zu sehen. Die Serie war eine der populärsten im US-Fernsehen der 1950er-Jahre und Wyatt wurde 1958, 1959 und 1960 mit dem Emmy ausgezeichnet. Ab den 1960er-Jahren musste sich Wyatt zumeist mit Nebenrollen begnügen. In der Fernsehserie Raumschiff Enterprise war sie 1967 als Spocks menschliche Mutter zu sehen, diese Rolle wiederholte sie nochmals 1986 in dem Kinofilm Star Trek IV: Zurück in die Gegenwart. Ihren letzten Auftritt hatte sie 1996 in dem Film Simisola unter Regie von Jim Goddard.
Wyatt war von 1935 mit Edgar Bethune Ward bis zu dessen Tod im Jahr 2000 verheiratet. Das Paar hatte zwei Söhne. Jane Wyatt starb 2006 im Alter von 96 Jahren und wurde auf dem San Fernando Mission Cemetery in Mission Hills, Los Angeles, beigesetzt.
Nach ihr benannt ist der Mount Wyatt, ein Berg in der Antarktis, da sie eine Freundin des Expeditionsleiters war. Ferner erhielt sie 1960 einen Stern auf dem Hollywood Walk of Fame.

## Filmografie (Auswahl)
- 1934: Des Sträflings Lösegeld (Great Expectations)
- 1934: One More River
- 1935: We’re Only Human
- 1936: The Luckiest Girl in the World
- 1937: In den Fesseln von Shangri-La (Lost Horizon)
- 1940: Girl from God’s Country
- 1941: Army Surgeon
- 1941: Hurricane Smith
- 1941: Weekend for Three
- 1942: Die Flotte bricht durch (The Navy Comes Through)
- 1943: Der Sheriff von Kansas (The Kansan)
- 1943: Fuzzy für Missouri (Buckskin Frontier)
- 1944: None But the Lonely Heart
- 1946: Strange Conquest
- 1946: The Bachelor’s Daughters
- 1947: Tabu der Gerechten (Gentleman’s Agreement)
- 1947: Bumerang (Boomerang)
- 1948: Pitfall
- 1948: Eine Frau zuviel (No Minor Vices)
- 1949: Sturm über dem Pazifik (Task Force)
- 1949: Canadian Pacific
- 1949: Gefängnis ohne Gitter (Bad Boy)
- 1950: Das Todeshaus am Fluß (House by the River)
- 1950: The Man Who Cheated Himself
- 1950: Unser eigenes Ich (Our Very Own)
- 1950: My Blue Heaven
- 1954–1960: Vater ist der Beste (Father Knows Best; Fernsehserie, 196 Folgen)
- 1957: Der letzte Akkord (Interlude)
- 1961: The Two Little Bears
- 1965: Das Baby und der Haustyrann (Never Too Late)
- 1967: Raumschiff Enterprise (Star Trek; Fernsehserie, Folge Reise nach Babel)
- 1971: Alias Smith und Jones (Alias Smith and Jones; Fernsehserie, Folge Die Bekehrung des Harry Briscoll)
- 1971: Neighbors
- 1976: Der Goldschatz der Matecumbe (Treasure of Matecumbe)
- 1978: Eines Tages in Galiläa (The Nativity)
- 1979–1987: Love Boat (The Love Boat; Fernsehserie, vier Folgen)
- 1983–1988: Chefarzt Dr. Westphall (St. Elsewhere; Fernsehserie, sieben Folgen)
- 1980: Quincy (Quincy, M.E.; Fernsehserie, Folge Die Feindin)
- 1986: Der Mann vom anderen Stern (Starman; Fernsehserie, eine Folge)
- 1986: Star Trek IV: Zurück in die Gegenwart (Star Trek IV – The Voyage Home)
- 1988: Baby Boom
- 1989: Amityville Horror 4 (Amityville: The Evil Escapes)
- 1992: Die Abenteuer des jungen Indiana Jones (The Young Indiana Jones Chronicles; Fernsehserie, eine Folge)
- 1996: Simisola